# Billie Ritchie
Pour les articles homonymes, voir Billie.
Billie Ritchie (1878-1921) est un acteur du cinéma américain né en Écosse en 1878 et mort à Los Angeles en 1921. 

## Filmographie

### L-KO Kompany
- 1914 : Love and Surgery de Henry Lehrman (CM)
- 1914 : Partners in Crime de Henry Lehrman (CM)
- 1914 : The Fatal Marriage de Henry Lehrman (CM)
- 1914 : Lizzy's Escape de Henry Lehrman (CM)
- 1914 : The Rural Demons (CM)
- 1914 : The Manicure Girl (CM)
- 1915 : Cupid in a Hospital de Henry Lehrman (CM)
- 1915 : When His Lordship Proposed (it) d'Al Christie (CM)
- 1915 : A Maid by Proxy (it) de Al Christie (CM)
- 1915 : Thou Shalt Not Flirt de Henry Lehrman (CM)
- 1915 : The Death of Simon LaGree de Henry Lehrman (CM)
- 1915 : After Her Millions de Henry Lehrman (CM)
- 1915 : The Butcher's Bride (CM)
- 1915 : Father Was a Loafer de Henry Lehrman (CM)
- 1915 : It Might Have Been Serious (it) d'Al Christie (CM)
- 1915 : Almost a Scandal de Henry Lehrman (CM)
- 1915 : The Avenging Dentist (CM)
- 1915 : Bill's New Pal (CM)
- 1915 : In and Out of Society de Harry Edwards (CM)
- 1915 : Hearts and Flames de Harry Edwards (CM) The Plumber
- 1915 : The Fatal Note de Harry Edwards (CM) The Groom (as Billy Ritchie)
- 1915 : Poor Policy de Harry Edwards (CM) Billie
- 1915 : Father Was Neutral de Harry Edwards (CM) Billie
- 1915 : Love and Sour Notes de John G. Blystone (CM) Billy - a Cornetist
- 1915 : Bill's Blighted Career (CM) Bill
- 1915 : The Curse of Work (CM) Bill - Bootblack
- 1915 : A Doomed Hero (CM) Billie
- 1915 : Life and Moving Pictures de Henry Lehrman (CM)
- 1915 : Hello, Bill! (CM)
- 1915 : Vendetta in a Hospital (CM)
- 1915 : Silk Hose and High Pressure de Henry Lehrman (CM)
- 1915 : Married on Credit (CM)
- 1915 : Room and Board: A Dollar and a Half de Henry Lehrman (CM)
- 1915 : Stolen Hearts and Nickels (CM)
- 1915 : Sin on the Sabbath (CM)
- 1916 : Billie's Reformation (CM) Billie
- 1916 : Knocks and Opportunities (CM)
- 1916 : Twenty Minutes at the Fair (CM)
- 1916 : Blue Blood But Black Skin (CM)
- 1916 : False Friends and Fire Alarms (CM)
- 1916 : Live Wires and Love Sparks de Henry Lehrman (CM) Bill (Billie) Steel
- 1916 : Scars and Stripes Forever (CM)
- 1916 : A Friend, But a Star Boarder de Al Christie (CM)
- 1916 : A Meeting for a Cheating (CM)
- 1916 : Bill's Narrow Escape (CM)
- 1916 : Billie's Waterloo (CM)
- 1916 : A Bold, Bad Breeze (CM)
- 1916 : His Temper-Mental Mother-in-Law (CM)
- 1916 : Crooked from the Start (CM)
- 1916 : Cold Hearts and Hot Flames de John G. Blystone (CM) The Layabout
- 1916 : She Wanted a Ford (CM)
- 1916 : Where Is My Wife? (CM)
- 1917 : Scrambled Hearts (CM)

### Fox Film Corporation
- 1917 : The House of Terrible Scandals de Henry Lehrman (CM)
- 1917 : His Smashing Career de Henry Lehrman (CM) Hundred Horsepower Harry
- 1918 : Son of a Gun de F. Richard Jones (CM) The Groom
- 1918 : Are Married Policemen Safe? de F. Richard Jones (CM)
- 1918 : A Neighbor's Keyhole de Henry Lehrman (CM) (non confirmé)
- 1918 : Roaring Lions on the Midnight Express de Henry Lehrman (CM)
- 1918 : The Fatal Marriage de William Campbell (CM)

### Henry Lehrman Comedies
- 1920 : A Twilight Baby de Jack White (CM)
- 1920 : Wet and Warmer de Henry Lehrman (CM) Mysterious Stranger